# Pallavolo ai Giochi della XXX Olimpiade - Qualificazioni al torneo maschile
Le qualificazioni di pallavolo maschile ai Giochi della XXX Olimpiade si sono svolte dal 20 novembre 2011 al 10 giugno 2012; ai vari tornei hanno partecipato un totale di 52 squadre nazionali, otto delle quali si sono qualificate per i Giochi della XXX Olimpiade a Londra, oltre al Regno Unito, nazionale del paese ospitante e Russia, Polonia e Brasile, qualificate tramite la Coppa del Mondo 2011.
In totale, i tornei di qualificazioni giocati, sono stati cinque: quattro di tipo continentale ed uno intercontinentale, valevole anche come torneo asiatico ed oceaniano.

## Squadre partecipanti
| - Algeria - Argentina - Australia - Austria - Belgio - Bosnia ed Erzegovina - Bulgaria - Camerun - Canada - Cile - Cina - Colombia - Corea del Sud | - Costa Rica - Croazia - Cuba - Danimarca - Egitto - Estonia - Finlandia - Francia - Georgia - Germania - Giappone - Ghana - Grecia | - India - Iran - Israele - Italia - Lettonia - Macedonia - Messico - Montenegro - Paesi Bassi - Pakistan - Porto Rico - Portogallo - Rep. Ceca | - Rep. Dominicana - Romania - Serbia - Slovacchia - Slovenia - Spagna - Stati Uniti - Trinidad e Tobago - Tunisia - Turchia - Ucraina - Ungheria - Venezuela |

## Tornei di qualificazione

### Africa
Delle 53 squadre CAVB:
- 5 squadre partecipanti.
- 1 squadra qualificata.

### America del nord
Delle 35 squadre NORCECA:
- 8 squadre partecipanti.
- 1 squadra qualificata.

### America del Sud
Delle 12 squadre CSV:
- 4 squadre partecipanti.
- 1 squadra qualificata.

### Europa
Delle 28 squadre CEV:
- 25 squadre partecipanti.
- 1 squadra qualificata.

### Intercontinentale/Asia e Oceania
Delle 65 squadre AVC:
- 5 squadre partecipanti (a cui si aggiungono altre quattro squadre non qualificate nei tornei continentali).
- 4 squadre qualificate (le prime classificate di ogni girone e la migliore asiatica ed oceaniana classificata, non prima, del girone A).

## Squadre qualificate
- Regno Unito (paese organizzatore)
- Russia (1º posto alla Coppa del Mondo 2012)
- Polonia (2º posto alla Coppa del Mondo 2012)
- Brasile (3º posto alla Coppa del Mondo 2012)
- Tunisia (1º posto al torneo di qualificazione africano)
- Stati Uniti (1º posto al torneo di qualificazione nordamericano)
- Argentina (1º posto al torneo di qualificazione sudamericano)
- Italia (1º posto al torneo di qualificazione europeo)
- Serbia (1º posto al torneo di qualificazione intercontinentale - Girone A)
- Bulgaria (1º posto al torneo di qualificazione intercontinentale - Girone B)
- Germania (1º posto al torneo di qualificazione intercontinentale - Girone C)
- Australia (migliore asiatica ed oceaniana classificata, non prima, del girone A)